# Блондфонтен
Блондфонтен (фр. Blondefontaine) насеље је и општина у источној Француској у региону Франш-Конте, у департману Горња Саона која припада префектури Везул.
По подацима из 2011. године у општини је живело 254 становника, а густина насељености је износила 18,96 становника/km². Општина се простире на површини од 13,4 km². Налази се на средњој надморској висини од 345 метара (максималној 373 m, а минималној 218 m).

## Демографија
| 1962. | 1968. | 1975. | 1982. | 1990. | 1999. | 2011. |
| ----- | ----- | ----- | ----- | ----- | ----- | ----- |
| 386   | 310   | 291   | 272   | 254   | 252   | 254   |

График промене броја становника у току последњих година